# Lubomino (gemeente)
De gemeente Lubomino is een landgemeente in het Poolse woiwodschap Ermland-Mazurië, in powiat Lidzbarski.
De zetel van de gemeente is in Lubomino.
Op 30 juni 2004 telde de gemeente 3711 inwoners.

## Oppervlakte gegevens
In 2002 bedroeg de totale oppervlakte van gemeente Lubomino 149,56 km², waarvan:
- agrarisch gebied: 72%
- bossen: 15%

De gemeente beslaat 16,18% van de totale oppervlakte van de powiat.

## Demografie
Stand op 30 juni 2004:
| Omschrijving                   | Totaal | Totaal | Vrouwen | Vrouwen | Mannen | Mannen |
| ------------------------------ | ------ | ------ | ------- | ------- | ------ | ------ |
| eenheid                        | aantal | %      | aantal  | %       | aantal | %      |
| inwoners                       | 3711   | 100    | 1808    | 48,7    | 1999   | 51,3   |
| bevolkingsdichtheid (inw./km²) | 24,8   | 24,8   | 12,1    | 12,1    | 12,7   | 12,7   |

In 2002 bedroeg het gemiddelde inkomen per inwoner 1503,12 zł.

## Administratieve plaatsen (sołectwo)
Biała Wola, Bieniewo, Ełdyty Wielkie, Gronowo, Lubomino, Piotrowo, Rogiedle, Różyn, Samborek, Wapnik, Wilczkowo, Wolnica, Zagony.

## Overige plaatsen
Karbówka, Wójtowo, Ełdyty Małe, Świękity, Zajączki.

## Aangrenzende gemeenten
Dobre Miasto, Lidzbark Warmiński, Miłakowo, Orneta, Świątki